# Hong Ye-ji
Hong Ye-ji (en hangul,  홍예지; nacida el 31 de enero de 2002) es una actriz de cine y televisión surcoreana.

## Carrera
Hong Ye-ji se graduó en 2020 en el Departamento de Teatro y Cine de la Escuela Secundaria de Artes Escénicas de Seúl, y tras ser admitida en cuatro universidades, eligió la de Dongguk para continuar su formación.
Apareció por primera vez en televisión en 2018, como concursante en el programa de telerrealidad de Mnet Produce 48, cuyo propósito era formar un grupo musical femenino, aunque resultó eliminada en la primera ronda, por lo que su presencia en pantalla se redujo a los primeros cinco episodios. Dejó una buena impresión por sus cualidades vocales y de baile. En diciembre de ese mismo año su agencia de entonces, CNC, inició un proceso de formación con Hong y las otras cuatro aprendices de la agencia que habían tomado parte en Produce 48 para hacerlas debutar como un grupo de chicas en 2020.
El proyecto no llegó a cristalizar y Hong pasó en febrero de 2021 a la agencia Bareuljung Entertainment, para comenzar una carrera como actriz. Su permanencia en ella fue breve, pues en agosto del mismo año, junto con otros compañeros de Bareuljung, cambió a una agencia recién creada, Big Whale Entertainment.Mientras tanto, en mayo la actriz había sido elegida para su debut en cine como la protagonista de la película 2037, con el papel de una chica encarcelada por un asesinato. Obtuvo el papel después de tres audiciones, y para su personaje tuvo que aprender la lengua de señas coreana. La primera escena que rodó fue la de su entrada en la cárcel. La película se estrenó el 8 de junio de 2022.
En el mismo 2022 protagonizó además junto con Jo Byung-kyu un cortometraje de TVING titulado School Caste.Otro proyecto del año fue la comedia de sátira política The Blue House Family, una serie web en diez episodios de media hora que estaba programada para el mes de mayo, aunque no llegó a estrenarse.
En 2023 estuvo en el reparto del filme A Normal Family con el papel de Hye-yoon. La película se estrenó el 13 de septiembre en el Festival Internacional de Cine de Toronto. En mayo del mismo año comenzó el rodaje de la serie de KBS2 Love Song for Illusion en lo que supone su primera experiencia en ficción televisiva, y que protagoniza junto a Park Ji-hoon. La serie se emitió a partir del 2 de enero de 2024. Por otra parte, en noviembre de 2023 la actriz estaba ya rodando una nueva serie para MBN, con el título de Missing Crown Prince, que se emitió entre abril y junio de 2024.

## Filmografía

### Cine
| Año  | Título          | Hangul      | Papel           | Notas                 | Ref.                 |
| ---- | --------------- | ----------- | --------------- | --------------------- | -------------------- |
| 2022 | 2037            | 이공삼칠    | Jung Yoon-young | Debut. Protagonista   | [ 15 ] [ 16 ] [ 17 ] |
| 2022 | School Caste    | 스쿨 카스트 | Se-na           | Cortometraje de TVING | [ 18 ]               |
| 2023 | A Normal Family | 보통의 가족 | Hye-yoon        |                       | [ 11 ] [ 18 ]        |

### Series de televisión
| Año  | Título                 | Papel           | Canal | Notas                            | Ref.                 |
| ---- | ---------------------- | --------------- | ----- | -------------------------------- | -------------------- |
| 2022 | The Blue House Family  | Ma Yoon-ah      |       | Serie web en 10 ep. No se emitió | [ 19 ] [ 9 ] [ 10 ]  |
| 2024 | Love Song for Illusion | Yeon Wol        | KBS2  | Debut. Protagonista              | [ 12 ] [ 20 ]        |
| 2024 | Missing Crown Prince   | Choi Myung-yoon | MBN   |                                  | [ 21 ] [ 14 ] [ 22 ] |

## Otras actividades

### Variedades televisivas
| Año  | Título      | Función     | Canal | Notas                           | Ref.        |
| ---- | ----------- | ----------- | ----- | ------------------------------- | ----------- |
| 2018 | Produce 48  | Concursante | Mnet  | Aparece en los programas 1 al 5 | [ 3 ] [ 4 ] |
| 2022 | Running Man | Invitada    | SBS   | 29 de mayo de 2022              | [ 23 ]      |